# Lee Chung-ah
Lee Chung-ah (이청아?, I Cheong-aLR, I Ch'ŏngaMR; Ansan, 29 ottobre 1984) è un'attrice sudcoreana.

## Biografia
È figlia dell'attore teatrale Lee Sung-cheol.
Dopo alcuni ruoli secondari, ha ottenuto la sua prima parte da protagonista nel film del 2004 Neukdae-ui yuhok, che tuttavia non è riuscito a lanciarla. È diventata nota nel 2011 grazie alla serie televisiva Kkonminam ramyeongage, in cui ha interpretato una studentessa universitaria che eredita inaspettatamente il ristorante di ramen del padre e si ritrova coinvolta in un triangolo amoroso con l'arrogante erede di un chaebol e uno chef geniale.
Nel 2012 ha partecipato a due varietà televisivi: in Cats and Dogs, un talk show sugli animali da compagnia, è stata la conduttrice, mentre nella seconda edizione di Music and Lyrics ha collaborato con l'attore Seo Ji-seok alla composizione della ballata Looking Forward to It, poi divenuta tema portante della serie televisiva Adeulnyeoseokdeul con Seo In-guk.
Nel giugno 2021 ha firmato un contratto con l'agenzia di talenti J-Wide Company.

## Filmografia

### Cinema
- Seongnyangpar-i sonyeo-ui jaerim (성냥팔이 소녀의 재림?), regia di Jang Sun-woo (2002) – cameo
- Nunmul (눈물?) (2002) – cameo
- Happy Ero Christmas (해피 에로 크리스마스?), regia di Lee Kun-dong (2003)
- Igong - Pyeon-uijeom 2si (이공 - 편의점 2시?) – film a episodi (2004)
- Neukdae-ui yuhok (늑대의 유혹?), regia di Kim Tae-kyun (2004)
- Ssunday Seoul (썬데이 서울?), regia di Park Sung-hoon (2006)
- Donggamnaegi gwa-oehagi: Lesson II (동갑내기 과외하기 레슨 II?), regia di Kim Ho-jung e Ji Kil-woong (2007)
- Il buono, il matto, il cattivo (좋은 놈, 나쁜 놈, 이상한 놈?, Joheun nom nappeun nom isanghan nomLR), regia di Kim Ji-woon (2008)
- Cheotsarang yeoljeon (첫사랑 열전?), regia di Park Beom-joon (2010)
- Kim Jong-wook chatgi (김종욱 찾기?), regia di Jang Yoo-jeong (2010)
- Meotjin haru (멋진 하루?) – cortometraggio (2010)
- The Five (더 파이브?), regia di Jeong Yeon-shik (2013)
- Eoneu nal cheotsarang-i chyeo deur-eo-watda (어느 날 첫사랑이 쳐 들어왔다?), regia di Jeong Chung-hwan (2014)
- Banjjakbanjjak dugeundugeun (반짝반짝 두근두근?) – cortometraggio (2014)
- Yeonpyeonghaejeon (연평해전?), regia di Kim Hak-sun (2015)
- Haebing (해빙?), regia di Lee Soo-yeon (2017)
- Gummyman (거미맨?), regia di Park Kwang-hyun (2017)
- Dasi, bom (다시, 봄?), regia di Jung Yong-joo (2019)

### Televisione
- Haebyeon-euro ga-yo (해변으로 가요?) – serie TV (2005)
- Nado-ya ganda (나도야 간다?) – serie TV (2006)
- Byeolsungeom 2 (별순검 2?) – serie TV (2008)
- Geujeo bara bodaga (그저 바라 보다가?) – serie TV (2009)
- Dahamkke chachacha (다함께 차차차?) – serie TV (2010)
- Hobakkot Sun-jeon (호박꽃 순정?) – serie TV (2010-2011)
- Kkonminam ramyeongage (꽃미남 라면가게?) – serie TV (2011)
- Wonderful Mama (원더풀 마마?) – serie TV (2013)
- Yeon-aejojakdan Cyrano (연애조작단; 시라노?) – serie TV, episodio 1 (2013) – cameo
- Gogyose-wang (고교처세왕?) – serie TV, episodio 1 (2014) – cameo
- Drama Special (드라마 스페셜?) – serie TV (2014)
- Riders - Nae-ir-eul jap-ara (라이더스: 내일을 잡아라?) – serie TV (2015)
- Vampire tamjeong (뱀파이어 탐정?) – serie TV (2016)
- Unppal romance (운빨로맨스?) – serie TV (2016)
- Ibeon saeng-eun cheo-eum-ira (이번 생은 처음이라?) – serie TV (2017)
- Hwasareul gwandugeun choego-ui sun-gan (회사를 관두는 최고의 순간?) – serie TV (2017-2018)
- Areumda-un sesang (아름다운 세상?) – serie TV (2019)
- VIP (브이아이피?) – serie TV (2019)
- Annyeong Dracula (안녕 드라큘라?) – miniserie TV, 2 puntate (2020)
- Natgwa bam (낮과 밤?) – serie TV (2020-2021)
- One Dollar Lawyer (천원짜리 변호사?, Cheon-wonjjari byeonhosaLR) – serie TV (2022)
- Celebrity (셀러브리티?) – serie TV (2023)
- Yeon-in (연인?) – serie TV (2023)
- Hide (하이드?) – serie TV (2024)

## Riconoscimenti
- Asian Model Award
  - 2016 – Model Star Award[13]
- Cable TV Broadcasting Award
  - 2016 – Miglior personaggio per Riders - Nae-ir-eul jap-ara[14]
- Golden Cinematography Award
  - 2005 – Miglior nuova attrice per Neukdae-ui yuhok[15]
- Grand Bell Award
  - 2005 – Miglior nuova attrice per Neukdae-ui yuhok[16]
- KBS Drama Award
  - 2009 – Candidatura Miglior nuova attrice per Geujeo bara bodaga e Dahamkke chachacha[17]
- MBC Drama Award
  - 2016 – Candidatura Premio all'eccellenza, attrice in una miniserie per Unppal romance[18]
  - 2023 – Candidatura Premio all'alta eccellenza, attrice in una miniserie per Yeon-in[19]
- SBS Drama Award
  - 2019 – Miglior attrice di supporto per VIP[20]
  - 2022 – Miglior performance per One Dollar Lawyer[21]